# معركة آبنسبرغ
وقعت معركة آبنسبرغ في 20 أبريل 1809 بين قوة فرنسية ألمانية تحت قيادة الإمبراطور نابليون الأول ملك فرنسا وفيلق نمساوي معزز بقيادة المشير الأرشيدوق لويس النمساوي. ومع تقدم اليوم، وصل المشير الميداني يوهان فون هيلر مع التعزيزات لتولي قيادة الفيالق الثلاثة التي شكلت الجناح الأيسر النمساوي. وانتهى الحدث بانتصار فرنسي ألماني كامل. كانت ساحة المعركة جنوب شرق أبنسبرغ وتضمنت اشتباكات في أوفنشتيتن، وبيبورغ - سيغنبورغ، وروهر في نيدربايرن، وروتنبورغ أن دير لابر. وفي نفس اليوم، استسلمت الحامية الفرنسية في ريغنسبورغ.
بعد انتصار المارشال لويس نيكولا دافو الصعب في معركة تيوجين هاوزن في اليوم السابق، قرر نابليون اختراق الدفاعات النمساوية خلف نهر آبنز. قام الإمبراطور بتجميع فيلق مؤقت يتكون من جزء من فيلق دافو بالإضافة إلى سلاح الفرسان ومنح المارشال جان لانيس قيادته. أمر نابليون حلفائه الألمان من مملكة بافاريا ومملكة فورتمبيرغ بالهجوم عبر نهر آبنز من الغرب، بينما تقدمت قوات لانيس من الشمال نحو رور. في حين سيطر النمساويون في البداية على خط النهر، نجحت قوة لانيس الضاربة في اختراق دفاعات لويس في الشرق. على اليسار، تمكن النمساويون من تنفيذ عملية حراسة خلفية فعالة، ولكن خلال النهار حطم الفرنسيون الجناح الأيمن لخصومهم وأسروا الآلاف من الجنود. وانتهى اليوم بتمكن النمساويين بالكاد من الحفاظ على خطهم خلف نهر لابر.
في اليوم التالي، انسحب هيلر إلى لاندسهوت، وفصل الجناح الأيسر عن الجيش الرئيسي تحت قيادة الجنرال الأرشيدوق تشارلز، دوق تيشن بالقرب من ريغنسبورغ (راتيسبون). سمح استسلام الفرنسيين في ريغنسبورغ في 20 أبريل لجيش تشارلز بالعثور على طريق للتراجع إلى الضفة الشمالية لنهر الدانوب. وقعت معركة لاندسهوت في 21 أبريل.

## خلفية

### العمليات
تفوق الأرشيدوق تشارلز على نابليون عندما غزا جيشه مملكة بافاريا في 10 أبريل 1809. على الرغم من أن الجيش النمساوي استغرق ستة أيام للتقدم ببطء من نهر إين على الحدود إلى نهر إيزار، إلا أن هذه الخطوة وضعت جيش فرنسا وحلفائها الألمان في خطر شديد.  أساء نائب قائد الجيش نابليون المارشال لويس ألكسندر بيرتييه إدارة تركيز الجيش الكبير، مما أدى إلى تشتت وحداته عبر جبهة واسعة في حالة من الارتباك. 

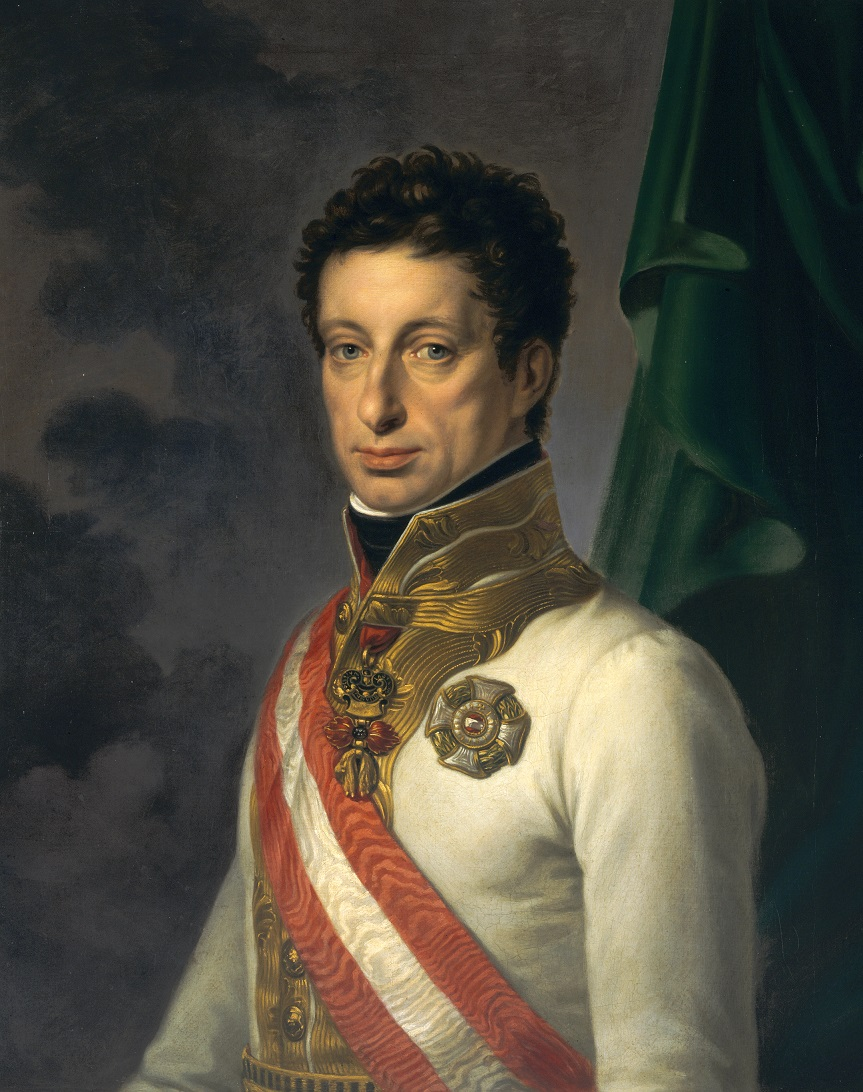
الأرشيدوق تشارلز

عبرت الكتلة المركزية لجيش الأرشيدوق تشارلز المكون من 209,600 رجل  نهر إيزار عند لاندسهوت في 16 أبريل، ولكن في اليوم التالي وصل الإمبراطور نابليون إلى الجبهة من باريس. في محاولة يائسة لانتزاع المبادرة من الأرشيدوق، عزز نابليون قواته وأمر الفيلق الرابع بقيادة المارشال أندريه ماسينا والفيلق الثاني بقيادة الجنرال نيكولا أودينو على الجانب الأيمن بالتقدم نحو لاندسهوت لقطع خط الاتصالات النمساوي. خطط لفيلق البافاري السابع بقيادة المارشال فرانسوا جوزيف ليفبفر للاحتفاظ بالمركز في أبينسبيرج بينما انسحب الفيلق الثالث من الجناح الأيسر بقيادة دافو غربًا للهروب من الوقوع في فخ بين الجسم الرئيسي لتشارلز ونهر الدانوب. 
في 19 أبريل، أدرك تشارلز أنه لديه فرصة لتدمير دافو. أطلق 65 ألف جندي في ثلاثة أعمدة قوية باتجاه الشمال الغربي بينما كان دافو يحاول التقدم على طول الجبهة. لحسن الحظ بالنسبة للفرنسيين، لم يجد جنرال سلاح الفرسان يوهان الأول جوزيف، أمير ليختنشتاين الذي يبلغ عدد جنوده 20 ألف جندي أي معارضة على الجانب الأيمن النمساوي.  في الوسط، تمكن 3800 من سلاح الفرسان والمشاة التابعين للجنرال لويس بيير مونبرون من صد الفيلق الرابع الأقوى بكثير التابع للمشير الأمير فرانز سيراف من روزنبرج-أورسيني بمهارة طوال معظم اليوم. 
على الجانب الأيسر، اصطدم الفيلق الثالث التابع للمشير الأمير فريدريش فرانز كزافييه من هوهنزولرن-هيتشينجن بفرقة الجنرال لويس فينسينت لو بلوند دي سانت هيلير واندلعت معركة رهيبة. قام كلا الجانبين بإرسال تعزيزات بينما كان المشاة يتقاتلون على زوج من التلال المتوازية في معركة تيوجين هاوزن. وفي نهاية المطاف، نجح دافو في جلب قوات متفوقة في وقت متأخر من بعد الظهر، وتمكن من صد النمساويين لمسافة قصيرة. في تلك الليلة، أمر تشارلز هوهنزولرن بالانسحاب قليلاً إلى الشرق، أقرب إلى جسد الجيش الرئيسي. 
في صباح يوم 19 أبريل، طلب الأرشيدوق تشارلز من هوهنزولرن توفير رابط بين الفيلق الثالث والفيلق الخامس. وبناءً على ذلك، أرسل قائد الفيلق الثالث لواء المشاة المكون من 6000 رجل بقيادة اللواء لودفيج تييري إلى يساره. كحلقة وصل إضافية بين تييري والفيلق الثالث، قام هوهنزولرن بفصل اللواء جوزيف فرايهر فون بفانزيلتر مع كتيبة مشاة غرينز وسربين من الفرسان، حوالي 1000 رجل.  بينما كانت معركة تيوجين هاوزن محتدمة، اشتبك تييري مع القوات البافارية بالقرب من أرنهوفن وتراجع إلى أوفنشتيتن. 

### الانتشار النمساوي

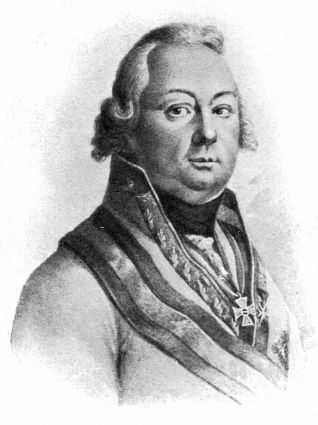
يوهان كولورات

في 20 أبريل، كان الجيش الرئيسي للأرشيدوق تشارلز يتكون من فيلق الاحتياط الثالث والرابع والأول. ونظمهم بالقرب من دونزلنج وإكمول.  أمضى فيلق الجيش الثاني بقيادة القائد الميداني يوهان كولوترات يوم 19 أبريل في مهاجمة ريغنسبورغ من شمال نهر الدانوب. أثناء الدفاع الناجح عن المدينة، عانى فوج المشاة الخامس والستين التابع للعقيد لويس كوتارد، والذي يبلغ عدد أفراده 2000 رجل، من نقص خطير في ذخيرة الأسلحة الصغيرة.  كما بقيت فيلق الفرسان الأول التابع للجنرال هاينريش فون بيليغارد شمال نهر الدانوب. 
نشر الأرشيدوق لويس فيلقه الخامس خلف نهر أبينز، مواجهًا الغرب.  بعد فصل فرقة المشير كارل فريدريش فون لينديناو إلى ليختنشتاين،  بقيت فقط فرق المشير الأمير هاينريش الخامس عشر ملك رويس بلاوين وفينسينز فرايهير فون شوستخ-هيرفيه تحت قيادة لويس.  كان فيلق جيش الاحتياط الثاني التابع للمشير مايكل فون كينماير، والذي يبلغ قوامه اسميًا 7975 جنديًا، ينتظر للدعم في لودمانسدورف.   كان لواء كينماير تحت قيادة اللواء أندرياس فون شنلر يخدم مع ليختنشتاين  وتم إلحاق أربعة أسراب من الفرسان بلواء تييري. في مساء اليوم التاسع عشر، وصلت قوات فيلق هيلر السادس إلى ماينبورغ إلى الجنوب.  مثل فيلق الاحتياط الخامس والثاني، عانى الفيلق السادس من الانفصالات. في بداية الحرب، أرسل تشارلز فرقة المشير الميداني الملازم فرانز ييلاتشيتش للسيطرة على ميونيخ، عاصمة بافاريا، حيث بقيت هناك.  كما أرسل هيلر أيضًا اللواء أرماند فون نوردمان بقوة صغيرة إلى موسبورج آن دير إيزار لمراقبة جناحه الجنوبي.  بلغ إجمالي القوات الرسمية لفيالق هيلر الثلاثة 75,880 جنديًا،  ولكن بعد الانفصالات، بلغ عدد الجناح الأيسر 42,000 جندي فقط. 

### الانتشار الفرنسي

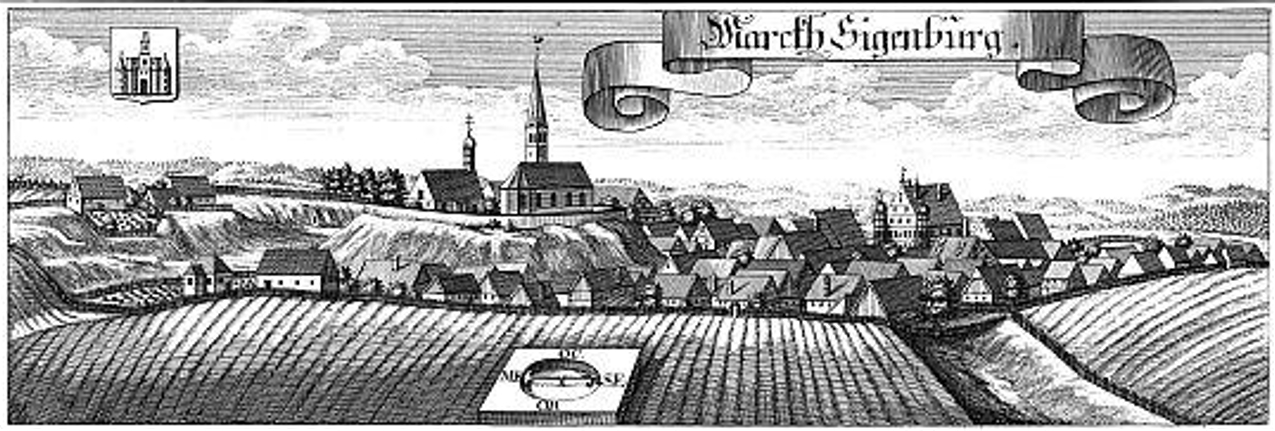
سيجنبورج ق. 1700نقش خشبي

عندما وصل لانيس إلى الجبهة، وضعه نابليون على الفور في قيادة فيلق مؤقت. تكون هذا التشكيل المخصص إلى حد كبير من وحدات الفيلق الثالث التي نجت من فخ الأرشيدوق تشارلز في اليوم السابق، وهي الفرقة الأولى للجنرال تشارلز أنطوان موراند والفرقة الثالثة للجنرال تشارلز إتيان جودين دي لا سابلونيير والفرقة الثانية لسلاح الفرسان الثقيل للجنرال ريموند جاسبارد دي بوناردي دي سان سولبيس ولواء سلاح الفرسان الخفيف للجنرال تشارلز كلود جاكوينوت من فرقة مونبرون. كما تمت إضافة فرقة الفرسان الثقيلة الأولى بقيادة الجنرال إتيان ماري أنطوان شامبيون دي نانسوتي من احتياطي سلاح الفرسان.  تم تكليف أحد ألوية سان سولبيس بحراسة سال آن دير دوناو، وهو ممر بين لانيس ودافو. 
في صباح يوم 20 أبريل، افترض نابليون خطأً أن الجزء الأكبر من جيش الأرشيدوق تشارلز يقع أمامه. وبناء على ذلك، أصدر أوامره بالتوجه نحو الجنوب الشرقي في اتجاه لاندسهوت. كانت مهمة لانيس هي تحويل الجناح الأيمن النمساوي عن طريق الدفع جنوبًا نحو روهر. كان من المقرر أن يهاجم الجنرال دومينيك فاندام، قائد الفرقة، سيجينبورج بفيلقه الصغير التابع لمملكة فورتمبيرج. كانت الفرق الأخرى التابعة للفيلق السابع بقيادة ليفبفر، إلى جانب فرقة الاحتياط التابعة للجنرال جوزيف لوران ديمونت من الفيلق الثالث، تربط بين لانيس وفاندام. أمر نابليون فيلق ماسينا الرابع بالاستيلاء على لاندسهوت ومعابر نهر إيزار، مما أدى إلى قطع خط الاتصالات النمساوي. 

## المعركة

### آبنسبرغ
أرسل الأرشيدوق تشارلز أوامره إلى شقيقه الأرشيدوق لويس في الساعة 7:30 صباحًا في 20 أبريل. وأصدر تعليماته إلى لويس بالتراجع إلى روتنبورغ والدفاع خلف معقل غروس. كان تشارلز ينوي أن يأخذ هيلر موقعًا على يسار لويس في بفيفنهاوزن. لقد أخطأ تشارلز بإرسال الأوامر في وقت متأخر وعدم إبلاغ لويس بانسحاب هوهنزولرن إلى الشرق. تركت الخطوة الأخيرة الجناح الأيمن للفيلق الخامس مكشوفًا. 
كان بفانزيلتر يمسك بباخل على الجانب الأيمن الأقصى. إلى الغرب من باخل، سيطر تييري على أوفنستيتن. وكانت كتائبه الأخرى قد انفصلت في اليوم السابق وانضمت إلى اللواء فريدريك بيانكي، دوق كاسالانزا الذي كان لديه ست كتائب بالقرب من بيبورغ. أرسل لويس شوستيك مع أربعة أسراب من الفرسان وكتيبة واحدة في روهر.  انضمت مشاة شوستيك للتو إلى فيلق الجيش الخامس بعد مسيرتها من ماينبورج مع مفرزة اللواء جوزيف، البارون فون ميسكو دي فيلسوا كوبيني. 

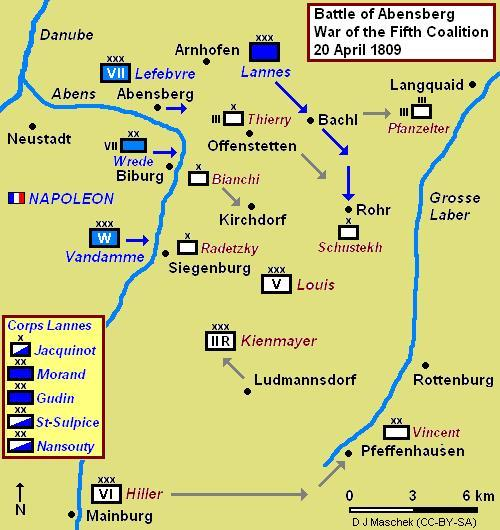
خريطة معركة آبنسبرغ تُظهر اختراق لانيس في باخل وروهر

في إحدى الروايات، اقتربت طليعة لانيس من باخل في وقت متأخر من صباح يوم 20 أبريل، مما أجبر مفرزة بفانزيلتر الصغيرة من فيلق الجيش النمساوي الثالث على التوجه شرقًا. تقدمت الفرقة البافارية الأولى بقيادة الفريق أول ولي العهد لودفيج من بافاريا والفرقة البافارية الثالثة بقيادة الفريق أول برنهارد إيراسموس فون ديروي، جنبًا إلى جنب مع فرقة الفيلق الثالث بقيادة ديمونت نحو أوفنستيتن. حوالي الساعة 10:00 صباحًا، هزموا لواء تييري، وأجبروه على التراجع إلى باخل بينما اقترب لانيس من الشمال. انسحب تييري على عجل إلى روهر، الذي وصل إليه في الساعة 2:00 بعد الظهر. 
ويقدم المؤرخ جيمس آر أرنولد رواية مختلفة. يكتب أن قيادة بفانزيلتر تم سحبها بناءً على أوامر قائد الفيلق الثالث هوهنزولرن، مما ترك الطريق بين الشمال والجنوب عبر باخل مفتوحًا على مصراعيه. وفي هذه الأثناء، اكتشف الفرسان التابعون لتييري أن آبنسبرغ والطرق القريبة منها كانت تعج بأعمدة متحركة من قوات العدو. حوالي الساعة الثامنة صباحًا، تراجع تييري إلى باخل ووجد، لدهشته، أن سلاح الفرسان الفرنسي احتل القرية بالفعل. بعد انفصال رجال تييري عن الفرسان الداعمين له، طاردهم فرسان جاكينوت إلى الغابة. ومن هناك، سار النمساويون عبر الضواحي نحو روهر. 
يذكر المؤلف فرانسيس لورين بيترا أن جودين التقى بفانزيلتر شمال باخل ودفعه جانبًا حوالي الساعة التاسعة صباحًا. طردت الفرقة البافارية الأولى ولواء فورتمبيرغ بقيادة اللواء هوجل تييري من أوفنستيتن حوالي الساعة 10:00 صباحًا. عندما وصل النمساويون إلى باخل، عثروا على جاكينوت الذي هاجمهم و"تفرقوا في الغابة".  توجه بفانزيلتر شرقًا إلى لانغكويد حيث انضم إلى فيلق هوهنزولرن.
لأنه كان يخشى أن تحتوي الغابات على يساره على النمساويين، أبطأ لانيس مسيرته حتى يتمكن من استكشاف التضاريس إلى الشرق. ومع ذلك، وصل عموده إلى روهر قبل مشاة تييري. وبدون مفرزة فانزيلتر لتحذيره، فاجأ وصول عمود لانيس شوستيك. أرسل القائد النمساوي بشجاعة أربعة أسراب من الفرسان إلى طليعة الحرس بقيادة جاكينوت. في النهاية، تمكن جاكينوت من تحريك لوائه بالكامل وضغط على الفرسان النمساويين للتراجع إلى الكتيبة الداعمة جنوب روهر. في هذا الوقت، ظهرت قوات المشاة التابعة لتييري على الساحة. وبمساعدة فوج المشاة الخفيف السابع عشر التابع لجودين وبطارية من المدفعية، تمكن مطاردو جاكوينوت من هزيمة جنود المشاة التابعين لتييري وطاردوهم إلى الغابة مرة أخرى. 

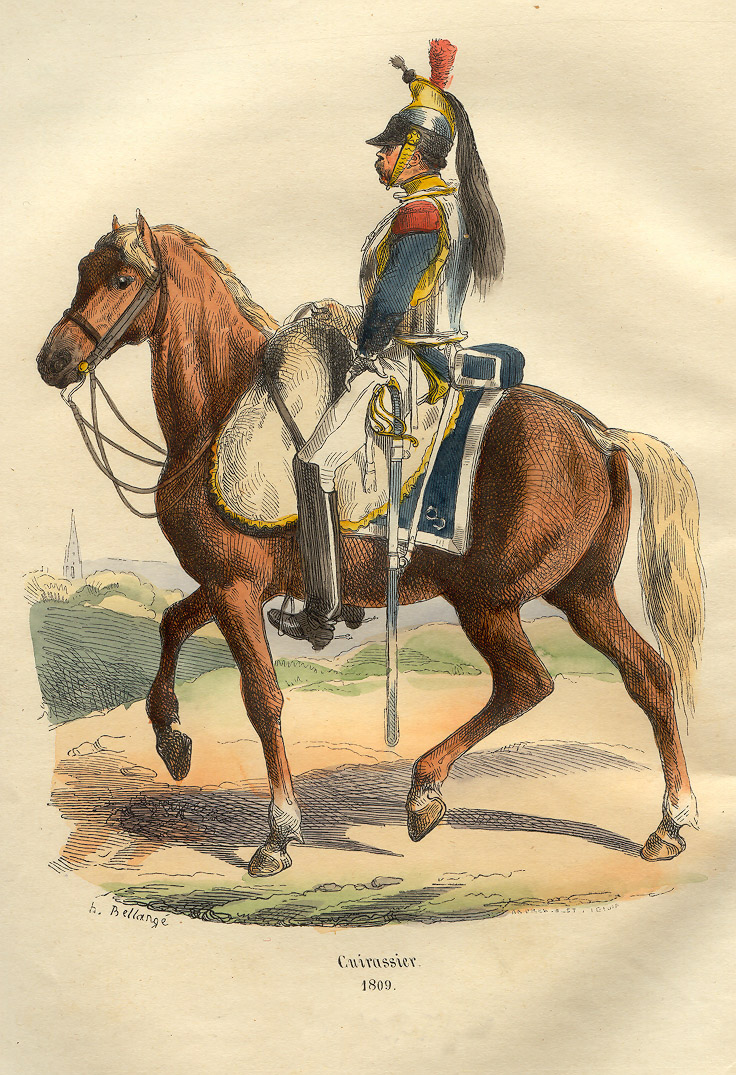
فارس فرنسي، 1809

لتخفيف الضغط عن المشاة، هاجم شوستيك مرة أخرى، في الوقت الذي ظهر فيه فرسان تييري المفقودون. في البداية، سارت الأمور على ما يرام في الهجوم، ولكن بعد ذلك واجه الفرسان النمساويون مجموعة كبيرة من الفرسان ذوي الدروع. وكانت النتيجة هزيمة ساحقة لسلاح الفرسان الهابسبورغي، الذي ركب عبر صفوف جنود المشاة التابعين لهم. كان الصيادون والفرسان الفرنسيون يمتطون جيادهم ويهاجمون قوات تييري وميسكو بوحشية، ويقتلون الهاربين. أصبح أكثر من 3000 نمساوي سجينًا، بما في ذلك تييري، كما فُقدت أربعة مدافع. 
في الليلة السابقة، أقام فيلق هيلر السادس معسكرًا في ماينبورغ. ورغم أن الطريق كان يمتد مباشرة من ماينبورغ إلى الجناح الأيسر للويس في سيجينبورغ، وهي مسافة 13 كيلومترًا فقط، فقد اختار هيلر الانضمام إلى زميله في مسيرة دائرية عبر بفيفنهاوزن. بمجرد وصوله، تم تفويض هيلر لتولي قيادة جميع فيالق الجناح الأيسر الثلاثة.  وصل هيلر شخصيًا إلى سيجينبورج للتشاور مع الأرشيدوق لويس حوالي منتصف النهار. بعد سماعه تقارير مثيرة للقلق من الجهة اليمنى، أرسل المشير كارل فون فنسنت نحو روتنبورغ مع ألوية الخط المكونة من ألوية اللواء جوزيف هوفميستر ونيكولاس فايسنولف، بالإضافة إلى أربعة أسراب من فوج روزنبرغ تشيفوليغرز رقم 6.  
أرسل الأرشيدوق لويس الأمير رويس والجنرال جوزيف راديتزكي فون راديتز مع أربع كتائب و12 سربًا من سلاح الفرسان في سيجينبورج. كان بيانكي يسيطر على الضفة الشرقية لنهر أبينس مقابل بيبورغ. قام الفريق أول كارل فيليب فون فريدي بالتحقيق في سيجينبورج ولكن تم صد الفرقة البافارية الثانية التابعة له بسهولة بواسطة راديتزكي وبطارية من المدافع. في هذا الوقت، سمع لويس أن الفرنسيين هاجموا تييري، لذلك أمر راديتزكي بإرسال كتيبتين إلى الجناح الأيمن واستدعى قيادة كينماير من لودمانسدورف. 

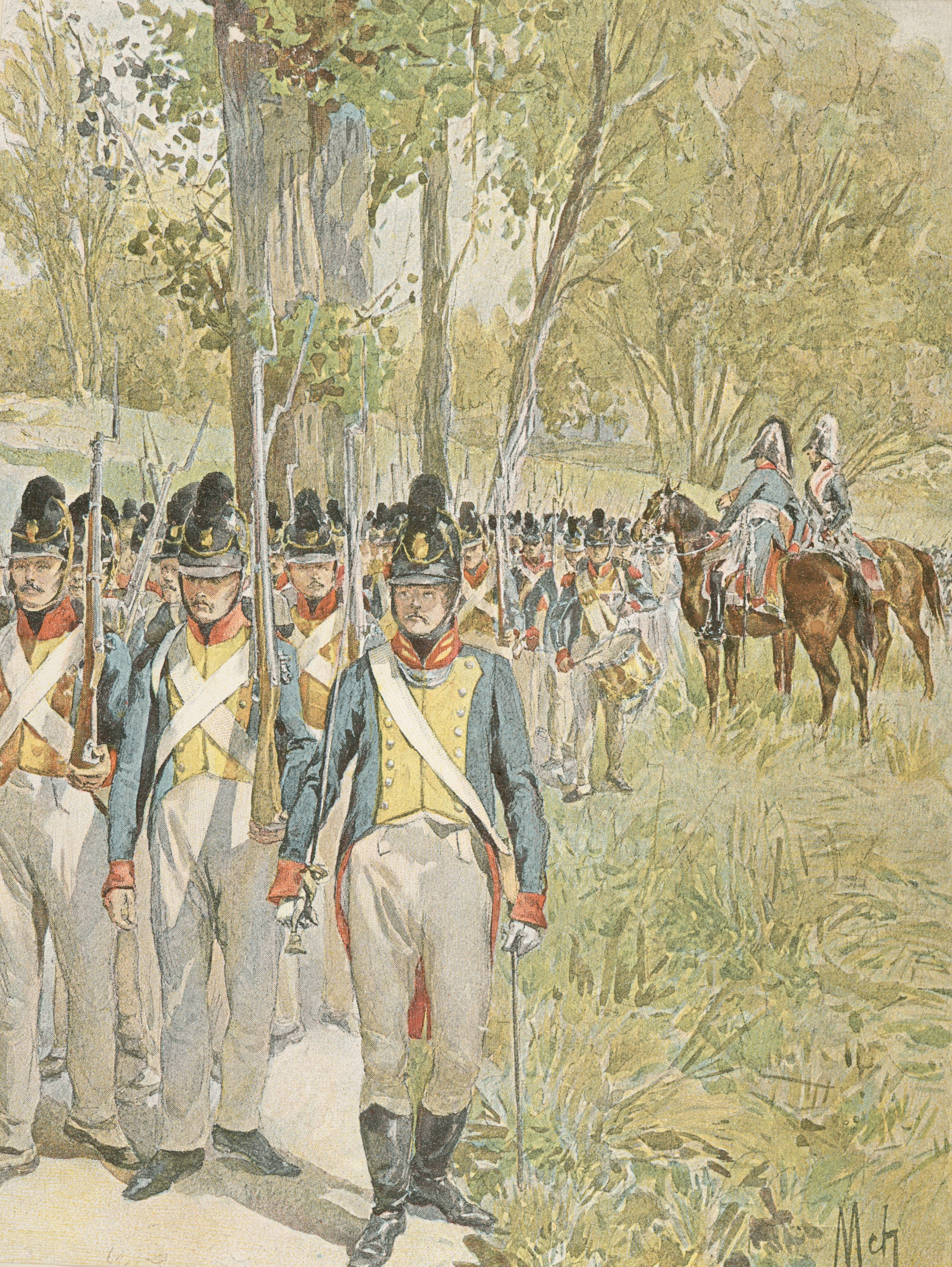
المشاة البافارية

انتقل فريدي شمالاً إلى بيبورغ، حيث حاول عبور نهر أبينس مرة أخرى. في البداية لم يكن ناجحًا، لكن بيانكي انسحب إلى كيرشدورف، مما سمح للفرقة البافارية الثانية بالعبور إلى الضفة الشرقية للجدول. وفي هذه الأثناء، حلت فرقة فورتمبيرغ التابعة للجنرال دومينيك فاندام (التي عُرفت لاحقًا باسم الفيلق الثامن) محل فريدي أمام سيجينبورج. سرعان ما أدرك فاندام أن العبور في سيجينبورج كان بلا جدوى، لذلك سار هو أيضًا شمالًا، وعبر النهر في أبينسبيرج وانتقل جنوبًا إلى كيرشدورف. هنا وجد البافاريون وفورتمبيرغر بيانكي مع لوائه المعزز وسرب من سلاح الفرسان.  وصل رويس قريبًا مع كتيبتي راديتزكي.  حوالي الساعة الثانية ظهرًا، وقع قتال عنيف، وبعده تراجع النمساويون إلى الجنوب الشرقي.  وفقًا لإحدى الروايات، انخرطت فرقة سلاح الفرسان التابعة للجنرال جان فيكتور ثارو من الفيلق الثاني أيضًا في كيرشدورف. 
تحت ضغط فوج المشاة البافاري السابع بقيادة فريدي، بالإضافة إلى اثنتين من كتائب هوجل في فورتمبيرج،  أجرى راديتزكي انسحابًا منظمًا على طريق سيجنبورج، مغطى بالقنابل اليدوية وقنابل كينماير تحت قيادة اللواء كونستانتين غيليان كارل داسبري. نجح في قيادة قوافل الفيلق الخامس بأمان عبر بفيفنهاوزن قبل أن يقطعه البافاريون. طاردهم فريدي بقوة وأسر العديد من السجناء لكنه فشل في الاستيلاء على الجسر، مما أدى إلى إحراقه من قبل النمساويين.  ورغم ذلك، واصل البافاريون الضغط، وعبروا مضيق جروس لابر الضحل في الساعة 11:00 مساءً للهجوم. تراجع راديتزكي إلى تلة تسمى هورنباخ حيث اشتبك حرسه الخلفي مع البافاريين حتى ساعات الصباح الباكر. 
عندما اقترب عمود فينسنت من روتنبورغ، وجد الطريق مزدحمًا بقوافل الفيلق الثالث. أوقف هجوم شنه جنود روزنبرغ الفرسان الفرنسيين لفترة كافية لتمكن المشاة من الحصول على مواقع ثابتة على الجانب الشرقي من معبر غروس لابر. وصل هيلر إلى روتنبورغ في وقت متأخر من بعد الظهر وأمر بشن هجوم مضاد في الساعة 7:00 مساءً. قام فينسنت بتوجيه لوائه الأيسر إلى الأمام وسرعان ما اجتاح وحدة بافارية، وأسر 300 جندي. وبعد فترة وجيزة، دخل فوج المشاة الألماني رقم 4 في معركة نارية شرسة مع المشاة البافارية والفرنسية. وفي الشفق، أُجبر النمساويون على التراجع بأعداد متفوقة بلغت 600 ضحية، لكنهم تمكنوا أخيرًا من إيقاف أعدائهم. 

### ريغنسبورغ

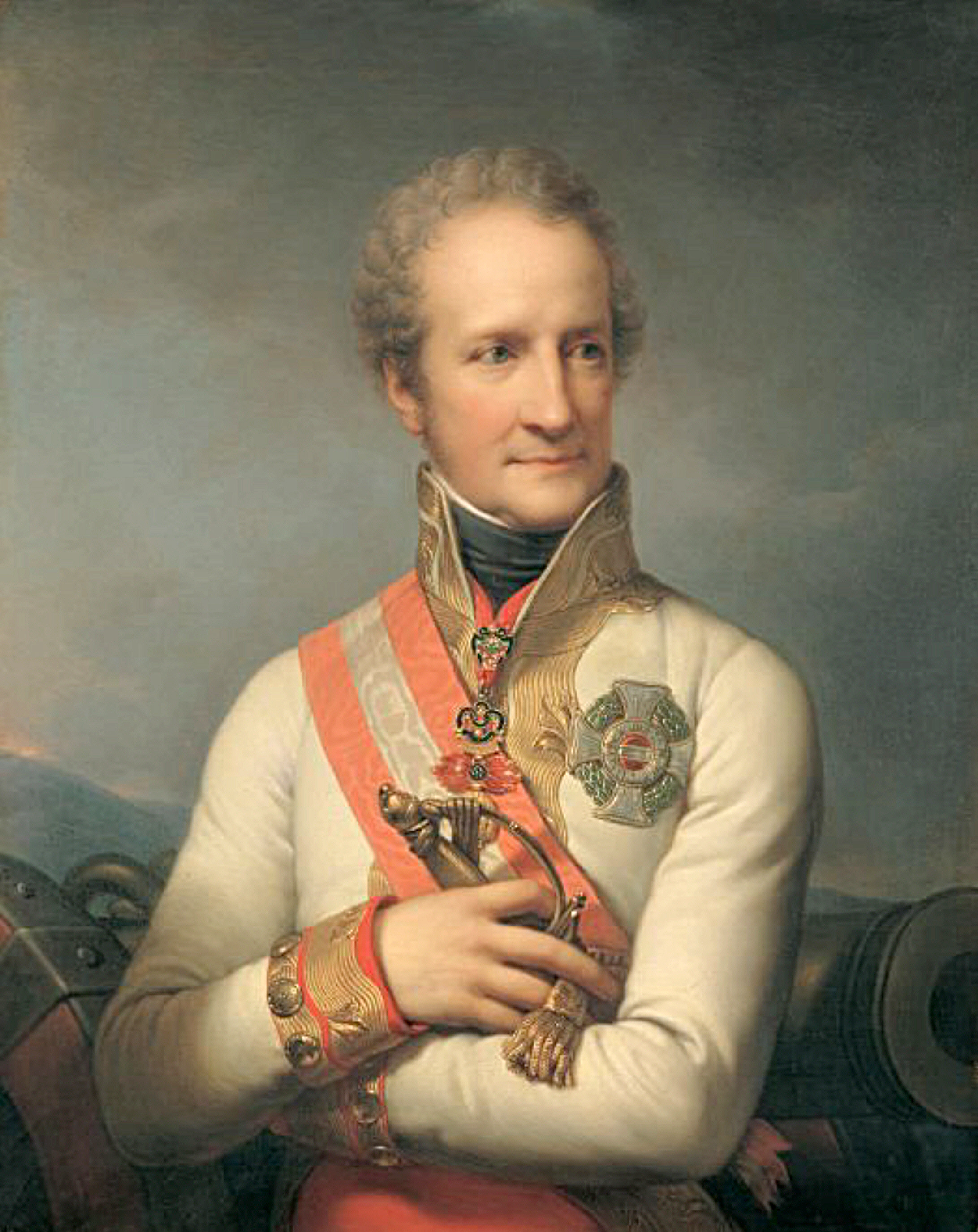
الأمير ليختنشتاين

في 20 أبريل، واصل الفيلق النمساوي الثاني مهاجمة فوج المشاة الخامس والستين بقيادة العقيد لويس كوتارد في ريغنسبورغ. تعرضت قافلة فرنسية أُرسلت لتجديد إمدادات الذخيرة المنخفضة للغاية لكمين من قبل سلاح الفرسان النمساوي في الساعة 8:00 صباحًا.  نفدت ذخيرة القوات الفرنسية في النهاية، وطلب كوتار من كولوترات هدنة لمدة 24 ساعة، وبعدها وعد بالاستسلام إذا لم يٌفك حصاره. وافق القائد النمساوي على الشروط بغباء. 
ومع ذلك، سرعان ما ظهر عمود ليختنشتاين من الجنوب. وأشار ليختنشتاين إلى أن الهدنة القائمة لا تنطبق عليه، وطالب بالاستسلام الفوري. واستسلم كوتارد بعد ذلك في الساعة الخامسة مساءً.  لقد وجد خبراء الألغام الفرنسيون أنه من المستحيل هدم جسر ريغنسبورغ المبني بقوة. لعب الجسر السليم فيما بعد دورًا رئيسيًا في هروب جيش تشارلز.  خلال يومين من القتال، خسر الفرنسيون 11 ضابطًا ونحو 200 جندي بين قتيل وجريح، بالإضافة إلى 1988 أسيرًا. بلغت خسائر النمسا 73 قتيلاً و220 جريحًا و85 مفقودًا بإجمالي 378 ضحية. خلال الصراع، أسر الفرنسيون 75 جنديًا ورايةً واحدًة، وتم استردادهم جميعًا. 
وعندما أبلغ كولوترات أخيرًا أن الفيلق الثاني جاهز للخدمة في ذلك المساء، أمر المقر قواته بالقيام بمسيرة ليلية غربًا إلى هماو على الضفة الشمالية لنهر الدانوب. وفي الصباح، تم استدعاء القوات المتعبة إلى ريغنسبورغ من رحلتهم غير المجدية. 

## العواقب
يذكر أرنولد أن عدد ضحايا الحلفاء بلغ 1107، بما في ذلك 746 بافاريًا. ويذكر أن خسائر النمساويين بلغت 492 قتيلاً و2219 جريحًا ونحو 4000 أسير، أو ما مجموعه 6711. كما استولى الفرنسيون أيضًا على ثمان رايات و12 مدفعًا.  يشير ديجبي سميث إلى أن خسائر الحلفاء بلغت 34 قتيلاً و438 جريحًا، لكن يبدو أن هذا العدد يشمل قوات الحلفاء الألمانية فقط. بلغت الخسائر النمساوية الإجمالية 6,872، بما في ذلك 3,000 إلى 4,000 أسير. تم تدمير الكتيبة الثانية من لواء برودر جرينز (لواء ميسكو)، مع خسارة 18 ضابطًا و1040 جنديًا. يذكر سميث القتلى والجرحى والأسرى والمفقودين، لكن الأعداد تصل فقط إلى 5824 لذا لا يتم إدراجهم.  يذكر بيترا أن عدد النمساويين الذين قتلوا وجرحوا بلغ 2710، بالإضافة إلى حوالي 4000 أسير. في المجمل، واجهت قوات الجناح الأيسر المكونة من ثلاثة فيالق بقيادة هيلر، والتي يبلغ عددها 42 ألف جندي، 55 ألف جندي فرنسي وحلفائهم الألمان. شارك في القتال حوالي 25 ألفًا من النمساويين وعدد مماثل من الحلفاء.  تشير دراسة حديثة أجراها جون هـ. جيل إلى أن خسائر القوات النمساوية بلغت 7200 رجل و12 مدفعًا، و1000 جندي فرنسي وقوات الحلفاء الفرنسيين. 

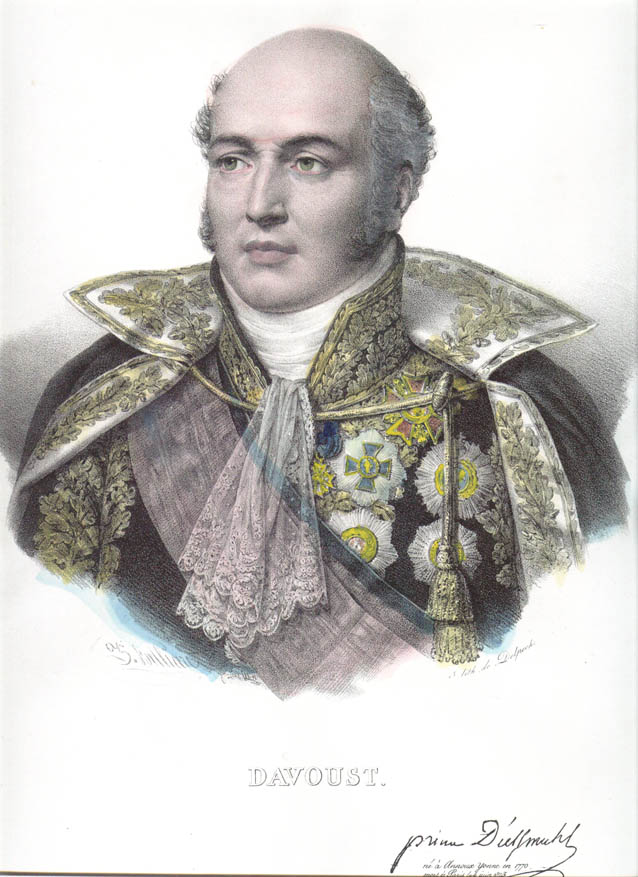
ولم يتعرض دافو لأي إزعاج في 20 أبريل.

في ذلك المساء، وبينما أصبح حجم الكارثة التي حلت بتييري وشوستيخ معروفًا، قرر هيلر سحب فيالقه الثلاثة خلف نهر إيزار في لاندشوت. وفي هذا القرار، تأثر أيضًا بتحرك ماسينا ضد مؤخرته اليسرى والتقارير غير المواتية من الأرشيدوق لويس. وكان هذا القرار الحاسم يعني أن الجناح اليساري النمساوي سوف يعمل في المستقبل القريب بشكل مستقل عن الجسم الرئيسي للأرشيدوق تشارلز. لم يجتمع هيلر مع قائد جيشه إلا في 15 مايو شمال فيينا. 
بينما كان نابليون يهاجم جناحه الأيسر، ظل الأرشيدوق تشارلز خاملاً بشكل مدهش.  وفي الساعة 6:00 صباحًا، كان الأرشيدوق مع الأمير روزنبرغ وفي الساعة 7:30 صباحًا أرسل أوامر إلى الأرشيدوق لويس ثم كتب رسالة إلى الإمبراطور فرانسيس الأول ملك النمسا. ولكن من الساعة 11:00 صباحًا حتى الساعة 6:30 مساءً، فشل القائد العام النمساوي في إصدار أي أوامر. إما أنه أصبح مهووسًا بالاستيلاء على ريغنسبورغ أو أصيب بنوبة صرع يُفترض أنه حبس نفسه خلالها في غرفته.  من المحتمل أن يكون النوبة الصرعية، ولكن هناك احتمال أن تكون قصة غطاء لفشل تشارلز في ممارسة القيادة.  ما هو معروف هو أن فيلق الاحتياط النمساوي الثالث والرابع والأول لم يزعج الفرق الثلاث المتبقية لدافو تحت قيادة جنرالات الفرقة لويس فريانت وسانت هيلير ومونتبرون في 20 أبريل. 
وعلى الرغم من تفوقهم العددي، نجحت قوات نابليون التي بلغ عددها 113 ألف جندي في تقسيم النمساويين الذين بلغ عددهم 161 ألف جندي إلى قوتين. كانت فيالق تشارلز الخمسة، بما في ذلك 48 ألف جندي إضافي من الفيلق الأول والثاني شمال ريغنسبورغ، متمركزة في الشمال بينما تراجعت فيالق هيلر الثلاثة إلى لاندسهوت. (لم يتم احتساب 57000 جندي من قوات ماسينا وأودينوت ضمن إجمالي قوات نابليون.)  كان على كل من القوتين النمساويتين أن تخوض معركة كبرى ثانية لكل منهما. خاض هيلر معركة لاندسهوت في 21 أبريل، بينما شارك تشارلز في معركة إيكمول في اليوم الثاني والعشرين. 

## ملحوظات
1. ↑  Bodart 1908، صفحة 398.
2. 1 2 3 4  Petre 1976، صفحة 139.
3. 1 2 3 4  Gill 2014، صفحة 235.
4. ↑  Chandler 1966، صفحة 677.
5. ↑  Chandler 1966، صفحات 678-679.
6. ↑  Bowden & Tarbox 1989، صفحة 73.
7. ↑  Chandler 1966، صفحات 682-683.
8. ↑  Arnold 1990، صفحات 83-84.
9. ↑  Arnold 1990، صفحة 90.
10. ↑  Arnold 1990، صفحات 85-93.
11. ↑  Arnold 1990، صفحة 84.
12. ↑  Smith 1998، صفحة 289.
13. ↑  Arnold 1990، صفحة 105، map.
14. ↑  Arnold 1990، صفحة 101.
15. 1 2  Arnold 1990، صفحة 104.
16. 1 2 3  Arnold 1990، صفحة 107.
17. ↑  Arnold 1990، صفحة 74.
18. ↑  Bowden & Tarbox 1989، صفحات 69-70.
19. 1 2  Arnold 1990، صفحة 235.
20. ↑  Arnold 1990، صفحة 175.
21. ↑  Arnold 1990، صفحة 78.
22. ↑  Arnold 1990، صفحة 105.
23. 1 2  Arnold 1990، صفحة 110.
24. ↑  Petre 1976، صفحة 133n.
25. ↑  Arnold 1990، صفحات 104-105.
26. ↑  Petre 1976، صفحة 134.
27. ↑  Petre 1976، صفحة 136.
28. ↑  Castle 1998، صفحة 41.
29. ↑  Petre 1976، صفحات 134-135.
30. ↑  Arnold 1990، صفحات 110-111.
31. ↑  Arnold 1990، صفحات 111-112.
32. ↑  Arnold 1990، صفحة 108.
33. ↑  Arnold 1990، صفحة 112.
34. ↑  Petre 1976، صفحة 137.
35. ↑  Arnold 1990، صفحات 107-108.
36. ↑  Arnold 1990، صفحات 114-115.
37. 1 2  Petre 1976، صفحة 138.
38. ↑  Arnold 1990، صفحة 115.
39. ↑  Castle 1998، صفحة 46.
40. ↑  Arnold 1990، صفحة 116.
41. ↑  Arnold 1990، صفحة 137.
42. ↑  Arnold 1990، صفحات 113-114.
43. ↑  Arnold 1990، صفحات 119-120.
44. 1 2  Arnold 1990، صفحة 119.
45. ↑  Arnold 1990، صفحة 100.
46. ↑  Smith 1998، صفحات 288-289.
47. ↑  Arnold 1990، صفحة 125.
48. ↑  Arnold 1990، صفحة 120.
49. ↑  Smith 1998، صفحة 290.
50. ↑  Arnold 1990، صفحات 116-117.
51. 1 2  Arnold 1990، صفحة 118.
52. ↑  Petre 1976، صفحات 143-144.
53. ↑  Arnold 1990، صفحة 213.
54. ↑  Chandler 1966، صفحة 685، map.
55. ↑  Smith 1998، صفحات 290-291.

## قراءة إضافية
- Acton، Lord (1906). The Cambridge Modern History. Cambridge: Cambridge University Press.
- Arnold، James R. (1995). Napoleon Conquers Austria. Westport, Conn.: Praeger Publishers. ISBN:0-275-94694-0.
- Baker، Ralph (2006). Gregory Fremont-Barnes (المحرر). The Encyclopedia of the French Revolutionary and Napoleonic Wars. Santa Barbara: ABC-CLIO.
- Barton، D. Plunket (1921). Bernadotte and Napoleon: 1763–1810. London: John Murray. اطلع عليه بتاريخ 2021-06-17.
- Bourienne، M. de. (1836). Memoires of Napoleon Bonaparte. London. ج. II.
- Castle, Ian (1994). Chandler, David G (ed.). Aspern and Wagram 1809 (بالإنجليزية). Osprey Military, Campaign Series 33. ISBN:1-85532-366-4.
- Chandler، David (1979). Dictionary of the Napoleonic Wars. London : Arms and Armour Press. ISBN:9780853683537. اطلع عليه بتاريخ 2021-06-12.
- Chandler، David (1979). Dictionary of the Napoleonic Wars. New York: Macmillan. ISBN:0-02-523670-9.
- Chandler، David (1966). The Campaigns of Napoleon. Weidenfeld and Nicolson. ISBN:9780025236608. اطلع عليه بتاريخ 2021-06-13.
- Chandler، David (1998). Napoleon's Marshals. London: Weidenfeld and Nicolson.
- Chandler، David (1993). Jena 1806: Napoleon destroys Prussia. Bloomsbury.
- Chandler، David (2005). Jena 1806: Napoleon destroys Prussia. Westport, Conn.: Praeger Publishers. ISBN:0-275-98612-8.
- Dunn-Pattinson، R.P. (1909). Napoleon's Marshals. London: Methuen & Co.
- Eggenberger، David (1985). An Encyclopedia of Battles: Accounts of Over 1,560 Battles from 1479 B.C. to the Present. New York: Dover Publications. ISBN:0-486-24913-1.
- Epstein، Robert M. (1994). Napoleon's Last Victory and the Emergence of Modern War. Lawrence: University Press of Kansas. ISBN:0-7006-0664-5.
- Esposito، Vincent J.؛ Elting، John R. (1964). A Military History and Atlas of the Napoleonic Wars. New York: Praeger.
- Gallaher، John G. (2000). The Iron Marshal: A Biography of Louis N. Davout. Barnsley: Frontline. ISBN:978-1526796998.
- Gill، John H. (1992). With Eagles to Glory: Napoleon and His German Allies in the 1809 Campaign. Greenhill Books.
- Haythornthwaite، Philip J. (1990). The Napoleonic Source Book. Guild Publishing. ISBN:978-1854092878.
- Herold، J. Christopher (1963). The Age of Napoleon. New York: American Heritage Publishing Co.
- Hollins، David (2006). Fremont-Barnes (المحرر). The Encyclopedia of the French Revolutionary and Napoleonic Wars. Santa Barbara: ABC-CLIO. ISBN:1-85109-646-9.
- Kagan، Frederick W. (2006). The End of the Old Order: Napoleon and Europe, 1801–1805. Cambridge, Mass.: Da Capo Press. ISBN:0-306-81137-5.
- Leggiere، Michael V. (2002). Napoleon and Berlin: The Franco-Prussian War in North Germany, 1813. University of Oklahoma Press.
- Petre، F. Loraine (1993) [1907]. Napoleon's Conquest of Prussia 1806. London: Lionel Leventhal Ltd. ISBN:1-85367-145-2.
- Petre، F. Loraine (1914). Napoleon's Conquest of Prussia 1806. John Lane company. اطلع عليه بتاريخ 2021-06-17.
- Petre، F. Loraine (1976) [1907]. Napoleon's Campaign in Poland 1806–1807. London: Lionel Leventhal Ltd.
- Pigeard, Alain (2004). Dictionnaire des batailles de Napoléon (بالفرنسية). Tallandier, Bibliothèque Napoléonienne. ISBN:2-84734-073-4.
- Rothenberg، Gunther E. (1995). Napoleon's Great Adversary: Archduke Charles and the Austrian Army 1792–1814. Sarpedon. ISBN:1-885119-21-6.
- Rothenberg، Gunther E. (2004). The Emperor's Last Victory. Weidenfeld & Nicolson. ISBN:0-297-84672-8.
- Rothenberg، Gunther E. (1982). Napoleon's Great Adversaries, The Archduke Charles and the Austrian Army, 1792–1814. Bloomington: Indiana University Press. ISBN:0-253-33969-3.
- Rothenberg، Gunther E. (1980). The Art of Warfare in the Age of Napoleon. Bloomington: Indiana University Press. ISBN:0-253-31076-8.
- Russell، Lord of Liverpool (1981). Bernadotte. London: Ascent.
- Schneid، Frederick C. (1995). Napoleon's Italian Campaigns: 1805–1815. Westport, Conn.: Praeger Publishers. ISBN:0-275-96875-8.
- Tulard, Jean (1999). Dictionnaire Napoléon (بالفرنسية). Librairie Artème Fayard. Vol. II. ISBN:2-213-60485-1.

## روابط خارجية
- napoleon-series.org الجنرالات النمساويون: 1792-1815 بقلم ديجبي سميث، جمع ليوبولد كودرنا